# Björn Leivik
Karl Erik Björn Leivik, född 9 juli 1948 i Lundby församling i Göteborg, är en svensk politiker (moderat). Han var ordinarie riksdagsledamot 1998–2002, 2006–2010 och 2014, invald för Västra Götalands läns norra valkrets.
I riksdagen var han ledamot i konstitutionsutskottet 2006–2010 och ledamot i riksdagens överklagandenämnd 2006–2010. Han var även suppleant i försvarsutskottet, kulturutskottet, sammansatta konstitutions- och utrikesutskottet, sammansatta utrikes- och försvarsutskottet och socialförsäkringsutskottet. Efter de två första mandatperioderna (1998–2002 och 2006–2010), utsågs Leivik åter till ordinarie riksdagsledamot från och med 15 januari 2014 sedan Henrik Ripa avsagt sig uppdraget som ledamot. Leivik ställde inte upp för omval i valet 2014.
Leivik är bosatt i Alingsås kommun.